# بی‌خیال درس
بی‌خیال درس (انگلیسی: Dropout) یک فیلم درام عاشقانه به کارگردانی تینتو براس است که در سال ۱۹۷۰ منتشر شد. از بازیگران آن می‌توان به فرانکو نرو، ونسا ردگریو، جیجی پرویتی، و زوئی اینکروچی اشاره کرد.

## داستان
مری (ونسا ردگریو) همسر سرخوردهٔ یک بانکدار انگلیسی است که با برونو (فرانکو نرو)، مهاجری ایتالیایی و گرفتار مشکلات شخصی، آشنا می‌شود. مری مجذوب برونو می‌شود و آن دو با هم سفری را آغاز می‌کنند. در جریان این سفر، با گروهی از رانده‌شدگان جامعه روبه‌رو می‌شوند؛ بیکاران، معتادان، دگرپوش‌ها، الکلی‌ها و آنارشیست‌ها. هر دوی آن‌ها چیزهای زیادی از این افراد نامتعارف دربارهٔ زندگی می‌آموزند.